# Chroust obecný
Chroust obecný (Melolontha melolontha) je velký brouk měřící až 3 cm, létající obvykle za soumraku. Vyskytuje se v Evropě a zasahuje také do mírného pásma Asie. V polovině 20. století byl kvůli používání pesticidů téměř vyhuben, ale od 80. let, kdy se omezilo používání pesticidů, se jeho stavy opět zvyšují.

## Popis
Pro chrousta obecného je charakteristické hnědé zbarvení a zlaté chloupky pod krovkami. Dospělci dosahují velikosti 25–30 mm. Samec má na tykadlové paličce 7 lístků, zatímco samička jich má pouze 6. Snadno jej lze zaměnit s chroustkem letním (Amphimallon solstitiale), který je však menší a nemá tykadlové paličky.

## Rozšíření
Chroust obecný je rozšířen po větší části Evropy a vyskytuje se i v Malé Asii. Východní hranice výskytu je přibližně v linii Estonsko-Voroněž-Oděsa. Dále na východ (až k Tichému oceánu) se vyskytuje pouze chroust maďalový.

## Synonyma
| - Melolontha albida Mulsant, 1842 - Melolontha albida Redtenbacher, 1849 - Melolontha asiatica Brenske, 1900 - Melolontha colopyga Petz, 1905 - Melolontha discicollis Mulsant, 1842 | - Melolontha femoralis Kraatz, 1885 - Melolontha funesta Westhoff, 1884 - Melolontha humeralis Westhoff, 1884 - Melolontha luctuosa Westhoff, 1884 - Melolontha lugubris Mulsant, 1842 |

## Způsob života
Přes svou velikost je chroust pro člověka neškodný, i když může způsobit značné škody v zahradě i na poli. Dospělí chrousti se živí listy stromů, ale jejich larvy žijí pod zemí, kde se prokousávají kořínky a často napadají obilniny a další zemědělské plodiny. V minulosti způsobovali chrousti velké škody.
Vývoj do dospělosti trvá čtyři roky. Dospělci se líhnou na podzim a přezimovávají v hrabance, kterou na jaře opouštějí. Dospělci se objevují koncem dubna nebo v květnu (srov. německy Maikäfer, anglicky mj. také May bug 'májový brouk') a téměř okamžitě se páří. Po dvou týdnech dospělosti samičky začnou klást vajíčka, která zahrabávají 10–20 cm do země. Jedna samička může naklást až 80 vajíček. Dospělý chroust žije max. 2 měsíce. Larvy se začnou líhnout za 4–6 týdnů. Larvy (neboli ponravy) jsou aktivní pouze na jaře a v létě a v zimních měsících přezimují 20–100 cm pod povrchem. Žijí v zemi 4 roky (v chladnějším klimatu až 5 let), dokud nedorostou velikosti 4–5 cm, pak se na podzim zakuklí a na jaře vylézají opět dospělci.

## Gastronomické využití
V některých dobách byli na některých místech chrousti konzumováni.
- V německém časopise z města Fulda byli ve 20. letech 20. století popisováni studenti, kteří jedli chrousty v cukrové polevě.
- Dušené chrousty popisuje v jednom svém románu německý spisovatel Sebald.
- Další možností je podávat 10 minut vařené chrousty s citronovou šťávou na čerstvě usmažených palačinkách.

### Polévky
Nejčastější byla pravděpodobně forma polévky nebo vývaru:
- Francouzská chroustová polévka z 19. století

Na rozpuštěném másle usmažte libru (454 g) chroustů (bez křídel a nožiček), poté je zavařte do kuřecího vývaru, přidejte telecí jatýrka a podávejte k topince s pažitkou.
- Česká chroustová polévka

1/4 kg chroustů (pro 6 osob) ve studené vodě omytých vhoď do horké vody, přidej všechnu kořínkovou zeleninu, kmínu, trochu soli a nechej v ní zapěniti jemně sekanou zelenou petržel. Vodu z chroustů sceď, zalij jí připravenou zásmažku a nechej chvíli povařiti. Pak zakvedluj do polévky 2 žloutky se 6 lžícemi husté smetany.

## Galerie

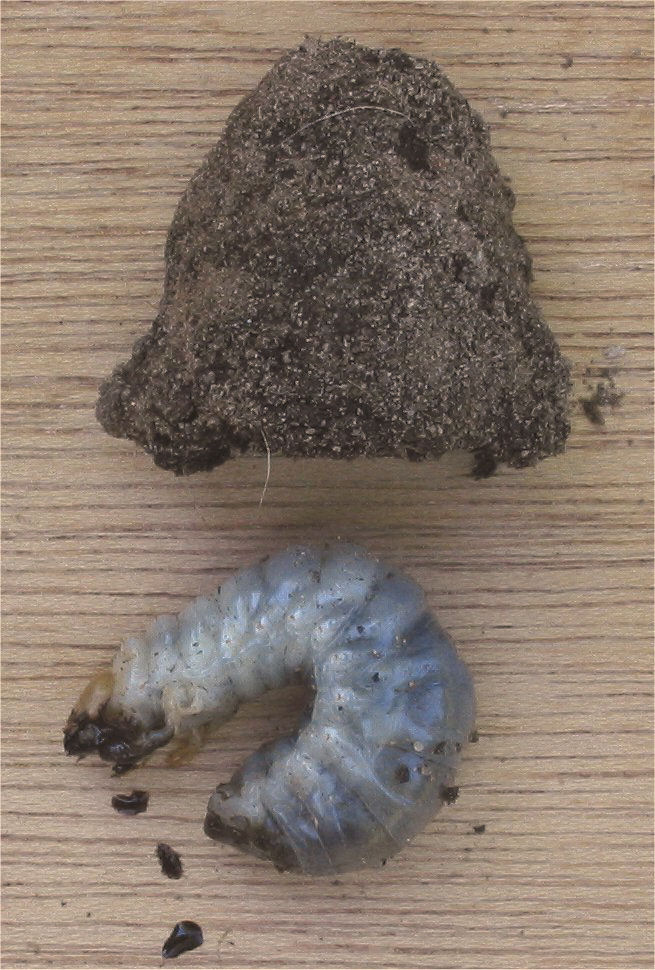
Ponrava chrousta obecného
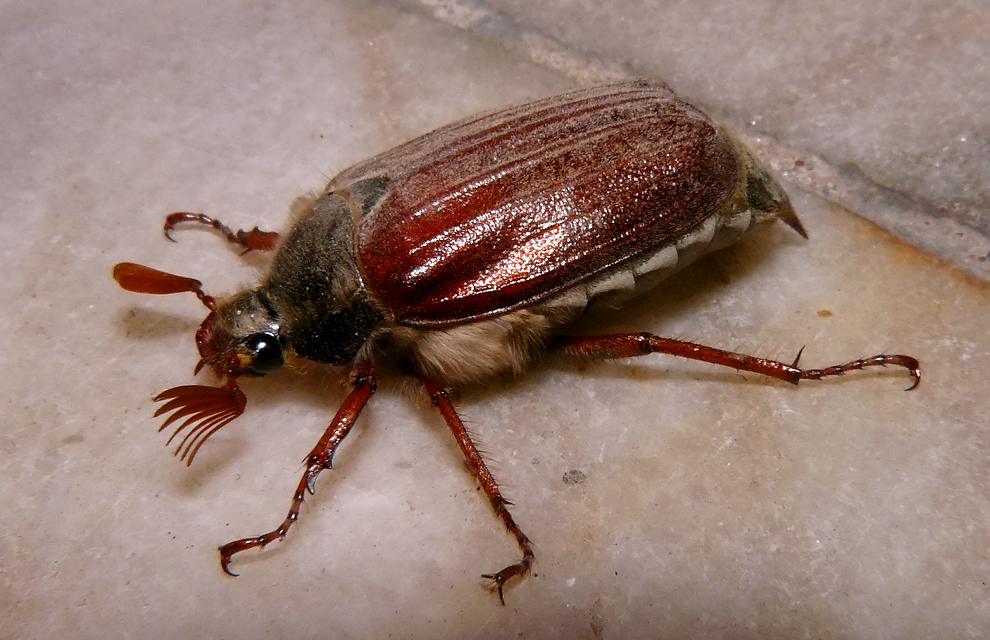
Samec chrousta obecného
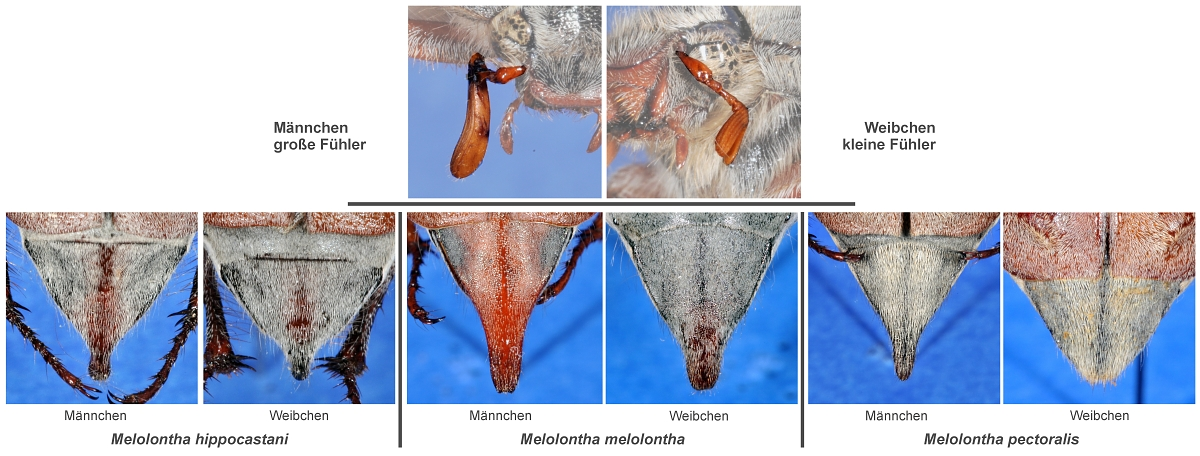
Rozlišení evropských chroustů rodu Melolontha vyskytujících se v Česku. Rozlišení samců (vlevo) a samic (vpravo) podle tykadel Dole: rozlišení druhů podle tvaru pygidia – zleva: chroust maďalový (Melolontha hippocastani), ch. obecný (M. melolontha), ch. opýřený (M. peectoralis)